# Мечкі-Сухолящкі
Мечкі-Сухолящкі (пол. Mieczki-Sucholaszczki) — село в Польщі, у гміні Стависьки Кольненського повіту Підляського воєводства.
Населення — 135 осіб (2011).
У 1975-1998 роках село належало до Ломжинського воєводства.

## Демографія
Демографічна структура станом на 31 березня 2011 року:
|          | Загалом | Допрацездатний вік | Працездатний вік | Постпрацездатний вік |
| -------- | ------- | ------------------ | ---------------- | -------------------- |
| Чоловіки | 70      | 14                 | 47               | 9                    |
| Жінки    | 65      | 11                 | 40               | 14                   |
| Разом    | 135     | 25                 | 87               | 23                   |